# چهارمین مراسم گلدن گلوب
چهارمین مراسم گلدن گلوب برای ارج نهادن به بهترین دستاوردهای فیلمسازی سال ۱۹۴۶ در ۲۶ فوریه سال ۱۹۴۷ هتل روزولت هالیوود در لس آنجلس کالیفرنیا برگزار شد. این اولین بار است که مراسم در این هنل برگزار می‌شود.
در چهارمین گلدن گلوب برای اولین بار جایزه دستاورد ویژه نیز به لیست جوایز اضافه شد، که این جایزه به هارولد راسل بازیگر کانادایی رسید. در این دوره برای اولین بار هر چهار بازیگر دریافت‌کننده گوی زرین متولد آمریکایی بودند و فرانک کاپرا برنده بهترین کارگردانی متولد ایتالیا بود.

## برندگان

### جایزه گلدن گلوب بهترین فیلم – درام
بهترین سال‌های زندگی ما directed by ویلیام وایلر
 گریگوری پک - گوزن یک‌ساله

### جایزه گلدن گلوب بهترین بازیگر زن – فیلم درام
روزالیند راسل - خواهر کنی

### جایزه گلدن گلوب بهترین بازیگر نقش مکمل مرد
کلیفتون وب - لبه تیغ

### جایزه گلدن گلوب بهترین بازیگر نقش مکمل زن
آن بکستر - لبه تیغ

### جایزه گلدن گلوب بهترین کارگردانی
فرانک کاپرا - چه زندگی شگفت‌انگیزی

### Best Film Promoting International Understanding
آخرین شانس directed by لئوپولد لینتبرگ

### Special Achievement Award
هارولد راسل - بهترین سال‌های زندگی ما

## See also
- انجمن مطبوعات خارجی هالیوود
- جشنواره فیلم کن ۱۹۴۶
- نوزدهمین دوره جوایز اسکار
- 1946 in film